# Aljosha Horvat
Aljosha Horvat (* 23. Mai 1991 in Berlin) ist ein deutscher Schauspieler.

## Leben
Horvat wurde in Berlin geboren und wuchs in Düsseldorf, Essen und Hamburg auf. Horvat entwickelte im fünften Lebensjahr ein Stottern und bekam Sprechtherapie. Er erhielt seine Schauspielausbildung von 2011 bis 2013 am William Esper Studio in New York unter der Leitung von William Esper.
Horvat lebt in Berlin und New York.

## Karriere
Aljosha Horvat wurde im Alter von 15 Jahren von dem Regisseur Martin Theo Krieger in dem Film Beautiful Bitch (2007) besetzt. Er verkörperte die Rolle des Constantin Mitulescu. Der Film handelt von einer Gruppe Jugendlicher aus Rumänien, die in Düsseldorf als Taschendiebe arbeiten. Es folgten weiter Filmrollen in Mit sechzehn bin ich weg, Alles bleibt in der Familie und Still.
Seit 2008 ist Horvat in Fernsehproduktionen tätig, u. a. dem TV-Film Ein Dorf schweigt und Serien wie Bella Block, SOKO Donau, Notruf Hafenkante und Der Landarzt. In Alarm für Cobra 11 – Die Autobahnpolizei spielte er in der Folge „Leben und Leben Lassen“ einen tödlich erkrankten Herzpatienten. In SOKO Kitzbühel verkörperte er in der Folge „Ein Junge Namens Nono“ die Titelfigur des Nono Petrick, der des Mordes bezichtigt wird und sich aufgrund eines Sprachproblems nicht selbst dazu äußern kann. In SOKO Leipzig spielte Horvat in der Folge „Swinging Leipzig“ die Episodenhauptrolle eines jungen Teenagers, der einen Eifersuchtsmord begeht. 2019 war Horvat für zwei Folgen die deutsche Stimme des "Felix" in der US-amerikanischen Animationsserie Super Wings.

## Filmografie
- 2007: Beautiful Bitch
- 2007: Candy
- 2008: Mit sechzehn bin ich weg
- 2008: Alarm für Cobra 11 – Die Autobahnpolizei – Leben und Leben lassen (TV-Serie)
- 2008: Alles bleibt in der Familie
- 2009: Still
- 2009: Ein Dorf schweigt (Fernsehfilm)
- 2010: Bella Block – Das Schwarze Zimmer (TV-Serie)
- 2010: SOKO Leipzig – Swinging Leipzig (TV-Serie)
- 2010: SOKO Donau (TV-Serie)
- 2010: Notruf Hafenkante – Heiße Ware (TV-Serie)
- 2011: Der Landarzt (TV-Serie)
- 2011: Die Pfefferkörner (TV-Serie)
- 2011: SOKO Kitzbühel – Ein Junge Namens Nono (TV-Serie)
- 2011: Die Anderen und Ich
- 2012: Der Kriminalist (TV-Serie)
- 2013: Justine
- 2014: Ich will Dich (Fernsehfilm)
- 2017: Super Wings! (TV-Serie)
- 2019: The Wisdom Tooth